# Пливање на Летњим олимпијским играма 2020 — 400 м слободно за мушкарце
Пливачке трке у дисциплини 400 метара слободним стилом за мушкарце на Летњим олимпијским играма 2020. одржане су 24. јула (квалификације) и 25. јула (финале) 2021. у Олимпијском базену у Токију. Трка на 400 метара слободним стилом је по 27. пут била део званичног олимпијског програма од њеног званичног дебија 1906. године. 
Учестовало је 36 такмичара из 31 земље, а само такмичење се одвијало у два дела који су чиниле квалификације и финале.
Титулу олимпијског победника освојио је тунишански тинејџер Ахмед Хафнауи који је у финалу испливао време од 3:43,36 минута. Сребрна медаља је припала репрезентативцу Аустралије Џек Маклафлин, док је бронзу освојио Американац Киран Смит. 

## Освајачи медаља
|                     | Резултат |                     | Резултат |                  | Резултат |
|                     |          |                     |          |                  |          |
| Ахмед Хафнауи (TUN) | 3:43,36  | Џек Маклафлин (AUS) | 3:43,52  | Киран Смит (USA) | 3:43,94  |

## Квалификационе норме
Квалификациона олимпијска норма за учешће у овој дисциплини је била 3:46,78 минута и сви пливачи који су у квалификационом периоду испливали трку у овом времену су се директно квалификовали. Свака појединачна земља је могла да пријави максимално два такмичара са испуњеном квалификационом нормом. Олимпијска Б норма или олимпијско селекционо време је износило 3:53,58 минута и преко њега је могао да се квалификује само по један пливач по држави. Један мањи део учесника је обезбедио свој наступ на ОИ преко специјалних позивница МОК-а и ФИНА-е.

## Резултати квалификација
Квалификационе трке на 400 метара слободним стилом су одржане у вечерњем делу програма 24. јула 2021. са почетком од 19:38 часова по локалном времену. У квалификацијама је наступило 36 пливача из 31 земље. Пливало се у 5 квалификационих трка, а директан пласман у финале остварило је 8 пливача са најбољим временима квалификација.
| Плас. | Трка | Стаза | Пливач              | НОК                       | Време   | Нап.  |
| ----- | ---- | ----- | ------------------- | ------------------------- | ------- | ----- |
| 1.    | 4    | 2     | Хенинг Милајтнер    | Немачка                   | 3:43,67 | КВ    |
| 2.    | 4    | 3     | Феликс Аубек        | Аустрија                  | 3:43,91 | КВ НР |
| 3.    | 4    | 4     | Габриеле Дети       | Италија                   | 3:44,67 | КВ    |
| 4.    | 5    | 4     | Илајџа Винингтон    | Аустралија                | 3:45,20 | КВ    |
| 5.    | 5    | 5     | Џек Маклафлин       | Аустралија                | 3:45,20 | КВ    |
| 6.    | 5    | 2     | Киран Смит          | Сједињене Америчке Државе | 3:45,25 | КВ    |
| 7.    | 5    | 1     | Џејк Мичел          | Сједињене Америчке Државе | 3:45,38 | КВ    |
| 8.    | 4    | 8     | Ахмед Хафнауи       | Тунис                     | 3:45,68 | КВ    |
| 9.    | 3    | 5     | Антонио Ђаковић     | Швајцарска                | 3:45,82 | НР    |
| 10.   | 5    | 6     | Марко Де Тулио      | Италија                   | 3:45,85 |       |
| 11.   | 4    | 7     | Гиљерме Коста       | Бразил                    | 3:45,99 |       |
| 12.   | 4    | 6     | Лукас Мертенс       | Немачка                   | 3:46,30 |       |
| 13.   | 4    | 5     | Данас Рапшис        | Литванија                 | 3:46,32 |       |
| 14.   | 3    | 7     | Марван ел Камаш     | Египат                    | 3:46,94 |       |
| 15.   | 3    | 1     | Крегор Зирк         | Естонија                  | 3:47,05 | НР    |
| 16.   | 2    | 4     | Алфонсо Местре      | Венецуела                 | 3:47,14 | НР    |
| 17.   | 3    | 4     | Александар Јегоров  | Русија*                   | 3:47,71 |       |
| 18.   | 5    | 8     | Габор Зомбори       | Мађарска                  | 3:47,99 |       |
| 19.   | 5    | 7     | Ђи Синђе            | Кина                      | 3:48,27 |       |
| 20.   | 4    | 1     | Киран Берд          | Уједињено Краљевство      | 3:48,55 |       |
| 21.   | 3    | 3     | Хенрик Кристијансен | Норвешка                  | 3:48,88 |       |
| 22.   | 5    | 3     | Мартин Маљутин      | Русија*                   | 3:49,49 |       |
| 23.   | 3    | 2     | Зак Рид             | Нови Зеланд               | 3:49,85 |       |
| 24.   | 2    | 3     | Мартин Бау          | Словенија                 | 3:52,56 |       |
| 25.   | 2    | 2     | Хоакин Варгас       | Перу                      | 3:52,94 |       |
| 26.   | 3    | 8     | Ли Хоџун            | Јужна Кореја              | 3:53,23 |       |
| 27.   | 1    | 5     | Едуардо Систернас   | Чиле                      | 3:54,10 |       |
| 28.   | 3    | 6     | Давид Обри          | Француска                 | 3:55,01 |       |
| 29.   | 2    | 6     | Афлах Правира       | Индонезија                | 3:55,08 |       |
| 30.   | 2    | 7     | Весли Робертс       | Кукова Острва             | 3:55,65 |       |
| 31.   | 1    | 4     | Игор Могне          | Мозамбик                  | 3:56,56 |       |
| 32.   | 1    | 3     | Иракли Ревишвили    | Грузија                   | 3:57,49 |       |
| 33.   | 2    | 5     | Велсон Сим          | Малезија                  | 3:58,25 |       |
| 34.   | 2    | 8     | Алекс Соберс        | Барбадос                  | 3:59,14 |       |
| 35.   | 2    | 1     | Џејмс Фримен        | Боцвана                   | 4:03,10 |       |
| 36.   | 1    | 6     | Филип Деркоски      | Северна Македонија        | 4:03,34 |       |

## Резултати финала
Финална трка је пливане у 25. јула, у јутарњем делу програма са почетком од 10:52 часова по локалном времену.
| Плас. | Стаза | Пливачи          | НОК                       | Време   | Нап. |
| ----- | ----- | ---------------- | ------------------------- | ------- | ---- |
|       | 8     | Ахмед Хафнауи    | Тунис                     | 3:43,36 |      |
|       | 2     | Џек Маклафлин    | Аустралија                | 3:43,52 |      |
|       | 7     | Киран Смит       | Сједињене Америчке Државе | 3:43,94 |      |
| 4.    | 4     | Хенинг Милајтнер | Немачка                   | 3:44,07 |      |
| 4.    | 5     | Феликс Аубек     | Аустрија                  | 3:44,07 |      |
| 6.    | 3     | Габриеле Дети    | Италија                   | 3:44,88 |      |
| 7.    | 6     | Илајџа Винингтон | Аустралија                | 3:45,20 |      |
| 8.    | 1     | Џејк Мичел       | Сједињене Америчке Државе | 3:45,39 |      |